# Paco de Lucena
Paco de Lucena (Lucena, provincia de Córdoba, 1 de julio de 1859 - 24 de mayo de 1898) fue un guitarrista flamenco español, esposo de la famosa cantaora La Parrala. Interpretaba como solista y acompañando tanto al baile como al cante. Considerado uno de los primeros virtuosos del instrumento, introdujo en el toque flamenco los primeros picados, arpegios y trémolos, y compuso algunos toques característicos, entre ellos versiones de la caña y La Rosa o cantiña de La Rosa.